# 법률의 부지
법률의 부지란 행위자가 자기가 무엇을 하고 있는가 하는 것은 알고 있으나, 자기행위를 법적으로 금지하고 있는 금지규범의 존재를 알지 못하고 행위한 경우를 법률의 부지라고 한다.

## 대한민국 대법원의 입장
대한민국 대법원은 법률의 착오와 법률의 부지를 구별하면서, 대한민국 형법 제16조의 법률의 착오를 "일반적으로 범죄가 되는 행위이지만 자기의 특수한 경우에는 법령에 의하여 허용된 행위로서 죄가 되지 아니한다고 적극적으로 그릇인식하고 행위한 경우"라고 정의한 후, "자기의 행위가 법의로 금지된 사실을 소극적으로 모른 경우"인 단순한 법률의 부지는 법률의 착오에 포함될 수 없다고 한다.